# Hermandad del Silencio (Almería)
Real, Ilustre y Franciscana Hermandad y Cofradía de Nazarenos de Nuestro Padre Jesús de la Redención en su Sagrado Descendimiento y Nuestra Madre María Santísima del Consuelo (Silencio)

|                         | |
| Fundación               | 1946 |
| Sede Canónica           | Iglesia Parroquia de San Agustín (PP.Franciscanos)                                                         |
| Titulares               | Santísimo Cristo de la Redención en su Sagrado Descendimiento y Nuestra Madre María Santísima del Consuelo |
| Día Estación Penitencia | Jueves Santo                                                                                               |

La Real, Ilustre y Franciscana Hermandad y Cofradía de Nazarenos del Santísimo Cristo de la Redención en su Sagrado Descendimiento y Nuestra Madre María Santísima del Consuelo es una cofradía de Semana Santa de Almería, España. Su sede canónica está en la Iglesia Parroquia de San Agustín (PP.Franciscanos).

## Imágenes Titulares

### Descendimiento
El misterio fue encargado por la Hermandad en 1946, haciendo Estación de penitencia en la Semana Santa de 1948. Su coste fue de 125.000 pesetas y es obra de Eduardo Espinosa Cuadros. Representa el descendimiento de la cruz de Jesús yacente por Nicodemo y José de Arimatea subidos en altas escaleras y ayudados por San Juan, mientras contemplan la escena María de Cleofás, María Magdalena y María Santísima. Cristo se nos muestra totalmente descolgado de la Cruz, con sus brazos casi desencajados por el peso del cuerpo y en una posición totalmente inerte, aún sin el rigor mortis pero con aspecto totalmente cadavérico: ojos amoratados y boca dulcemente abierta, su pelo se deja caer sobe el pecho. Una gran sábana de lienzo blanco, al más puro estilo judío realza la imagen de cadáver de Divino Redentor. La imagen del Cristo fue restaurada en el año 1999 por Fernando del Toro, quien restauró también en el año 2008 a María de Cleofás, María Magdalena y María Santísima realizándoles nuevos cuerpos de vestir.

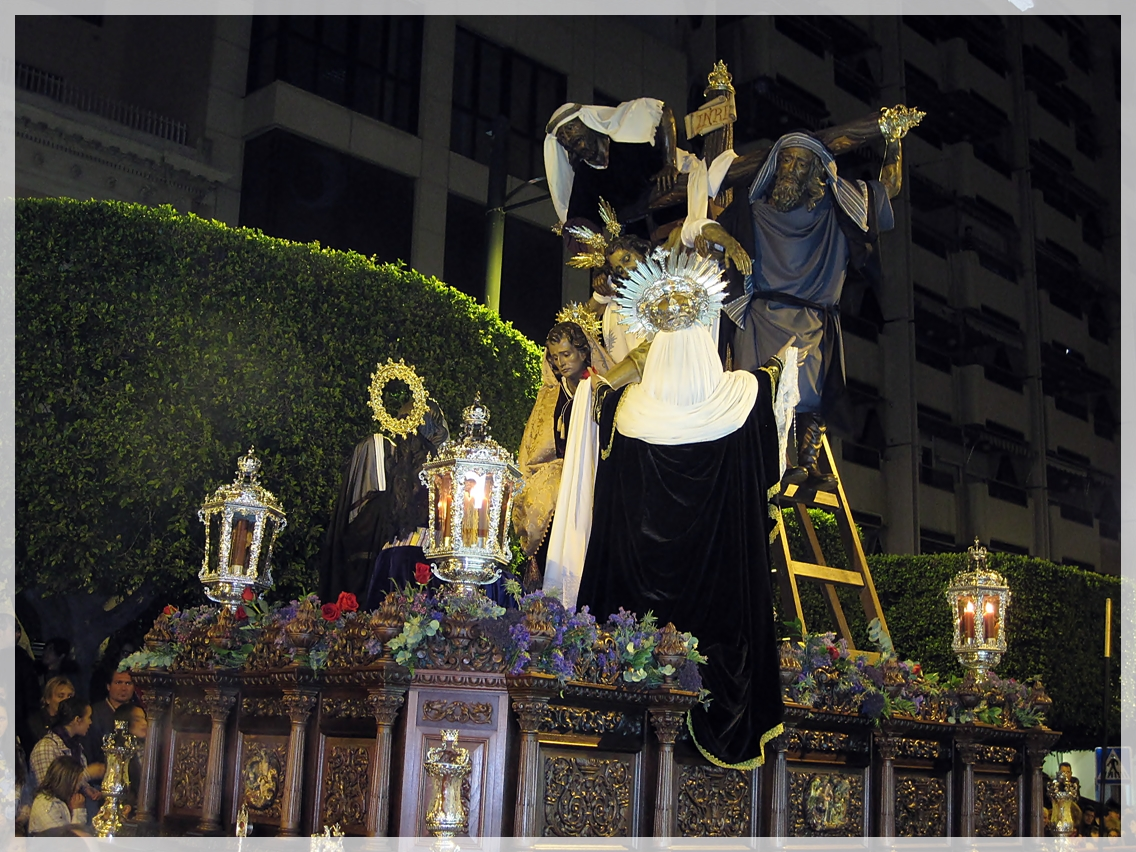
Misterio del Descendimiento

En 2014 las Imágenes de San Juan Evangelista y los Santos Varones (Nicodemo y José de Arimatea) fueron restauradas por Enrique Salvo Rabasco, quien llevó a cabo un profundo tratamiento de consolidación en las Imágenes que se encontraban muy deterioradas. También se recuperaron las cualidades pictóricas y plásticas de las policromías, ya que se encontraban muy oscurecidas y viradas por diversos tratamientos muy agresivos sobre ellas y el paso del tiempo.
En 2022 se restauraron el Santísimo Cristo de la Redención, la Virgen de la Piedad y el resto de las Imágenes (Santa María Magdalena y María Cleofás) por Enrique Salvo Rabasco, las cuales se encontraban en un avanzadísimo estado de deterioro.

### Virgen del Consuelo
En la posguerra la producción de Antonio Castillo Lastrucci se multiplica, hasta el punto de expandirse por toda la geografía española y americana. Una actividad tan intensiva no pasó inadvertida por el pueblo que acuñaría la vox populi:¡En Murcia Salzillo y en Andalucía Castillo!
Fruto de esta diversificación especial de su producción será la presencia en Almería de la hermosa imagen de la Virgen del Consuelo, titular de la Hermandad del Silencio. Moldeada y tallada en 1946, se trata de una bellísima dolorosa, cuya iconografía no se duda de calificar de insólita dentro del catálogo del artista hispalense. A diferencia de los castizos prototipos marianos creados por Castillo en las populares vírgenes sevillanas, como la Hiniesta o la O, en la Virgen del Consuelo la extroversión de aquellas cede el testigo a un depurado y hondo misticismo, evadiendo en un semblante introspectivo, de intimista, ensoñador y recogido sentimiento de dolor. Iconográficamente, el artista evoca una joven de bellas y finas facciones, exquisitamente trazadas y resaltadas con morenas y sonrosadas carnaciones. El rostro, inscrito en un óvalo perfecto, del que apenas sobresale en mentón, se resuelve con gran limpieza de volumen y tratamiento de planos muy sueltos, subrayados por el suave modelado de los pómulos y párpados y el acertado dibujo de la nariz y arcadas ciriales, levemente contraídas por el efecto del sufrimiento. Desde el punto de vista estilístico, la Virgen del Consuelo se sitúa en una etapa creativa, en la que Castillo Lastrucci va despegándose de las mímesis del natural y tiende hacia interpretaciones más personales, en las que el rostro femenino va haciéndose cada vez más aniñado, a la par que los rasgos se miniaturizan y se tornan más menudos, a semejanza de los modelos del genial escultor, pintor y arquitecto del Barroco, Alonso Cano.
Los ojos entornados, los contenidos labios y las manos entrelazadas a la altura del pecho aportan a la Virgen del Consuelo una delicada expresión de dulzura y serenidad que, rehuyendo de rebuscados efectos teatrales, entroncan su iconografía con la de las dolorosas talladas en Andalucía oriental en el siglo XVII por artistas como Pedro de Mena, José de Mora y José Risueño entre otros. Por su parte, sus filiaciones con la estética sevillana afloran en pormenores como su extraordinaria belleza y su depurado acabado técnico. No obstante, la Virgen del Consuelo no deja implicar la versión particular por parte de Antonio Castillo Lastrucci, de un esquema interpretativo de «la Pasión» de la Virgen, de honda raigambre en el arte español de la Edad Moderna, recreado así mismo en el siglo XX por artistas como Mariano Benlliure en la Virgen de la Soledad de la Catedral Nueva de Salamanca y Ramón Álvarez en la Soledad de Zamora. En su calidad de imagen procesional, la Virgen del Consuelo exhibe unos manifiestos valores comunicativos y plásticos, acrecentados por el simbolismo de los atributos suntuarios de la platería y bordado que contribuye a su exorno y aquilatan sus calidades estrictamente escultóricas, de esa manera tan sugestiva y explícita a la que, simbólicamente, se alude en los salmos:
«de pie a tu derecha está la reina, enjoyada con oro de Ofir.. Ya entra la princesa, bellísima, vestida de perlas y brocado, la llevan ante el rey con séquito de vírgenes, la siguen sus compañeras: la traen entre alegría y algazara, van entrando en el palacio real».
Las manos fueron restauradas en 1982 por Luis Álvarez-Duarte, quién le sustituyó las pestañas y las lágrimas por unas nuevas en 2001.
En 2010 fue restaurada por Enrique Salvo, quien llevó a cabo una restauración más en profundidad.

## Hábito
Túnica y antifaz blanco con escapulario y cingulo negro. En el antifaz, y a la altura del pecho lleva bordado el escudo de la hermandad. En los últimos años la hermandad está intentando instaurar como parte del hábito la sandalia franciscana.

## Historia

### Fundación
Esta hermandad, popularmente conocida como cofradía del silencio nació en el año 1946. A iniciativa de varios altos cargos de la Organización Sindical almeriense para poner de relieve la religiosidad del mundo del trabajo. La primera Junta General, celebrada el día 10 de junio de este año, aprobó las Reglas fundacionales, ratificadas el 20 de junio por el Obispo de la Diócesis, Enrique Delgado Gómez, siendo su primer Hermano Mayor Mario López Rodríguez.
La imagen de Ntra. Señora del Consuelo fue bendecida el día 10 de noviembre de 1946. Habiendo sido tallada por el afamado escultor hispalense Antonio Castillo Lastrucci, siendo la única advocación que en un principio tuvo la cofradía un año después ya salió en procesión el paso de palio, que según las crónicas de la época: «lucía una potente iluminación eléctrica y profusión de flores» y llevaba un manto sobre el que habían comenzado los bordados, que se realizarían en el pujante taller del Sindicato de la Aguja que dirigía Carmen Góngora; además lucía una corona obra del artista almeriense Luis Algarra. Salió además otro paso: uno pequeño con una cruz solitaria que se denominó Cruz del Amor.
El otro paso de titular de la cofradía es el Descendimiento, que data del año 1948. Este grupo escultórico es la obra póstuma del maestro granadino Eduardo Espinosa Cuadros. Fue realizado en el taller familiar, en la calle Jesús y María de la capital granadina. Destaca la magnífica composición piramidal y el empleo en algunas figuras de la antigua técnica de las telas encoladas.
Tres años más tarde sale dos veces la Virgen del Consuelo, algo que se seguiría haciendo varios años, la segunda de ellas el Sábado de Gloria, austeramente vestida con un sudario blanco sobre el brazo izquierdo, portada a hombros sobre unas andas y acompañada por mujeres que fueron convocadas al efecto.

### Años 50
El artista almeriense Jesús de Perceval talló y doró un retablo para la imagen mariana en 1952, el mismo año en que se bendijo e inauguró una capilla para el Descendimiento en San Agustín. En 1953 estrena trono la Virgen, obra del profesor José Hervás, realizado en pino de Flandes, de estilo barroco, con 120 velas, cuatro candelabros con faroles, el escudo de la Hermandad en el frontal y dieciséis columnas salomónicas, cubierto por un palio de terciopelo negro forrado por dentro de raso blanco que cinco años más tarde se cubre con uno nuevo igualmente de terciopelo negro pero enteramente bordado en oro por Carmen Góngora y sostenido por solo diez varales en lugar de los doce que son clásicos en la tradición andaluza.

### Años 60
En 1960 se crearon en su seno, las congregaciones de Jesús del Huerto (Formada por el Sindicato de Frutas, Cámara Oficial Sindical Agraria y Hermandad local de Labradores), con sede canónica en la iglesia de San Roque del barrio de Pescadería, aunque finalmente se establecería en la parroquia de San Isidro en el barrio de Regiones. Y la congregación del cristo del Camino(Formada por el Sindicato del Transporte), erigida en la parroquia de San Antonío de Ciudad Jardín. Un año más tarde nace la congregación de Jesús atado a la columna, con sede en la capilla de la escuela de formación e integrada por alumnos de la misma. Estos pasos salieron en procesión durante la década de los sesenta desde distintos puntos de la ciudad coincidiendo con a los titulares sólo en carrera oficial. En 1964 salen todos de San Agustín, menos la Columna; en 1964 se incorpora el paso del Santo Cristo de la Agonía.

### Años 70
En 1978 Miguel Aparicio se hace cargo de la hermandad y forma la primera junta de gobierno de esta nueva etapa.
A estos años de esplendor, en los que llegaron a hacer Estación de Penitencia hasta 1.200 nazarenos, siguieron años de imparable declive, que dieron al traste con la existencia de las congregaciones adheridas, llegando a la Semana Santa de 1978 año en el que incluso la Cofradía no realiza su salida anual. En 1978, un grupo de jóvenes, a cuyo frente se encontraba Miguel Aparicio, se hacen cargo de la Hermandad y forman la primera Junta de Gobierno de esta nueva etapa.

### Años 80
A lo largo de los años 80 la Hermandad rescata de sus antiguas sedes las imágenes no titulares, recibiendo culto en la iglesia de Los Franciscanos y comienzan de nuevo a sacarlas en procesión. En 1983 se crea la primera cuadrilla de hermanos costaleros, y así sucesivamente durante los 10 años siguientes se irán creando el resto de cuadrillas al tiempo que se comienza una renovación total del patrimonio procesional de la Cofradía siendo lo más destacado la ejecución, por parte de los talleres sevillanos de Villarreal, del paso de María Santísima del Consuelo así como diversos enseres y preseas. 

### Años 90
En 1996 se celebró el quincuagésimo aniversario fundacional, año intenso en actos religiosos y culturales en los que la hermandad recibió en su sede a todas las hermandades de Almería, tanto de penitencia como de gloria, así como a distintas corporaciones como el Ayuntamiento y la diputación de Almería, que obsequiaron a la hermandad con sendos escudos de oro, al igual que la mayoría de hermandades. La Guardia Civil donó un fajín de general del ejército de Tierra en seda rojo que desde entonces luce María Santísima del Consuelo tanto en Semana Santa como en sus cultos de regla.
Estos actos culminaron con el traslado y posterior procesión de regreso de María Santísima del Consuelo a la S.A.I. Catedral.
Ese mismo año también se creó una cuadrilla de costaleras para portar a Nuestro Padre Jesús de la Columna, para lo que fue necesaria una reforma del paso.
Tras este intenso año la Hermandad acometió una profunda reforma, que algunos han llegado a definir de revolución, comenzando por la incorporación de la música en el paso de palio y la música de capilla en el Misterio, a partir de la Semana Santa de 1997, reforma a la que siguió la unificación y transformación del hábito de los nazarenos eliminando así el variado colorido procesional de la Hermandad que no estaba acorde con el auténtico espíritu de la Cofradía.

### Actualidad
En un Cabildo de hermanos celebrado en enero de 2000 se tomó la decisión de salir en procesión solamente con las imágenes titulares volviendo así a los orígenes fundacionales y buscando una mayor autenticidad penitencial y del culto interno.

## Curiosidades
Son Hermanos Mayores Honorarios la Comandancia de la Guardia Civil de Almería y don Felipe de Borbón y Grecia, Príncipe de Asturias. Ostentan el título de Camareras Honorarias SS.AA.RR. Dña. Elena y Dña. Cristina de Borbón y Grecia, Infantas de España.

## Paso de misterio
En el primer del Descendimiento de 1948 se estrenan los respiraderos del paso, tallados por D. José Hervás en la Escuela de Artes y Oficios de Almería. Son de estilo barroco tallados en madera de pino y sobredorados. 
Las nuevas andas (1999-2012) han sido ejecutadas por Francisco Castillo Galán (Castilleja de la Cuesta), en madera de cedro, siguiendo unas líneas neorrenacentistas.
Presentan cuatro cartelas ejecutadas por Fernando del Toro, que representan cuatro momentos posteriores al descendimiento de la cruz, el Traslado al Sepulcro, la Resurrección, la Aparición a Santo Tomás y la Ascensión. La iluminación del paso la forman cuatro faroles de alpaca plateada, cincelados y repujados en los talleres sevillanos de Villarreal en los años 80. 
Sobre los respiraderos, en las cuatro esquinas lleva sendos guardabrisas realizados en los mismos talleres en el año 2000.
La imagen del Señor posee un juego de potencias que sólo luce en la estación de penitencia y en su besapiés, de plata de ley, sobredorada en los años 90.Asimismo las imágenes de San Juan y María la Magdalena lucen el Jueves Santo sendas aureolas realizadas también en alpaca sobredorada, estrenadas en el año 2000 y efectuadas por los talleres sevillanos de Orfebrería Villarreal.
María Santísima luce diadema, realizada en los talleres de Orfebrería Villarreal, presea de capilla de María Santísima del Consuelo que fuera sobredorada en el año 2000 para que la porte la dolorosa del misterio cada Jueves Santo.
La cruz realizada en el año 2000 por Fernando del Toro Plaza, cuenta con tres remates, realizados en el año 1983 en los talleres de Orfebrería Villarreal, el mismo que los sobredorara en el año 2000.

## Paso de Palio
En 1982, la hermandad decide ir renovando y enriqueciendo los enseres y pasos procesionales, para ello un grupo de hermanos visitan Sevilla al objeto de contactar con algunos talleres artesanales dedicados al cincelado del metal y especificados en trabajos para las cofradías, acordándose definitivamente comenzar a encargar los trabajos a los entonces talleres de Vda. Villareal.
En el año 1985, se le encarga a Villareal el diseño de una corona procesional para la Stma. Virgen del Consuelo. Fruto de ello fue una extraordinaria corona de estilo barroco construida con 3Kg de plata de ley y fina pedrería. Fue chapada eb oro en 1993. Lleva 24 estrellas de dos tamaños, el escudo de la Hermandad en la parte alta del resplando y en el canasto el escudo de la Orden Franciscana, el de la Casa Real, el de Almería y el anagrama de Ave María. Está rematada por una cruz con resplandores y pedrería.
En 1986 se estrena una candelería para el paso de Mª Stm. Del Consuelo. Está compuesta por setenta y dos candeleros en tamaños comprendidos entre 30cm y 90cm. Fue realizada oír Orfebrería Sevillana S.A. Ese mismo año se empieza a diseñar lo que será el futuro paso de palio. El taller encargado del mismo son los talleres sevillanos Villareal S.A., comenzando su construcción en 1987. La peana es de gran volumen, de una calidad de trabajo exquisita, llevando moldurones cincelados así como una pequeña sobrepeana.
Ejecutado prácticamente en su totalidad en los talleres de Orfebrería Villarreal entre los años 1985 y 2004. Todo el conjunto está realizado en alpaca plateada, repujada y cincelada.
Las primeras piezas que se crearon fueron los varales y la peana; destaca de los varales el uso de la técnica del repujado, amén del exquisito cincelado que caracteriza a estos talleres. En sus basamentos cuadrados lleva sendas capillas en las que se encuentran un apóstol en la cara externa, y en las cuatro esquinas además los cuatro evangelistas. La peana lleva en su centro la leyenda «Consolatrix Aflictorum» (Consuelo de los afligidos) con dos parejas de angelitos a ambos lados que sustentan dos escudos: el primitivo de la Hermandad y el de la Orden Franciscana. En las dos esquinas se encuentran dos arcángeles de rodillas en actitud de elevar la peana. Cuenta además con una pequeña sobrepeana.
Se realizó en el año 1993 un pequeño crucificado para la entrecalle de la candelería, donado por la cuadrilla de costaleros.
En el año 1996, para la salida extraordinaria con motivo del cincuentenario de su fundación, se estrenan ya en su totalidad los respiraderos, de grandísima originalidad y belleza, que cuentan con la peculiaridad de estar inspirados en el Salón de los Espejos del Palacio de Versalles, en París (Francia). En su frontal destaca una capilla central en la que se observa a la Virgen de Consolación, patrona de Ohanes, imagen de gran devoción en toda la provincia almeriense, a la que además debe su nombre la imagen titular de la Hermandad, ya que el fundador era un gran devoto de la misma. Se encuentra esta pequeña réplica entre dos pares de columnas salomónicas que vienen a realzar aún más el conjunto de la hornacina.
Sobre esta, y a modo de crestería, se encuentran dos pequeños ángeles, sentados sobre una nube que elevan el escudo de la corporación. En los laterales, en el centro de cada mitad se sitúan otras dos capillas, semejantes a la del frontal, pero con un arcángel en su interior que porta un relicario a modo de custodia, en cuyo interior se halla una reliquia de santo franciscano. En las cuatro esquinas las maniguetas son sujetadas por cuatro arcángeles de gran tamaño y belleza.
Los faroles de cola fueron elaborados en el año 1998; cada brazo (tres por farol) lo remata un farol en lugar de un guardabrisa como es costumbre. De los brazos surgen rosas y azucenas; en uno de los brazos hay un angelote con una rosa en una mano y en la otra un rosario que cuelga. Los faroles, de seis caras, están rematados también por un angelito. La base de los mismos es triangular, en la cara externa se puede observar también una pequeña hornacina dentro de la cual se sitúan sendos arcángeles.
En el año 2004 se culminan los trabajos de orfebrería con la colocación de la crestería, realizada con los moldurones del paso de la Oración en el Huerto que, antiguamente, sacaba en procesión la Hermandad y que fue realizado por Villarreal en los años 80.
Los bordados se ejecutaron entre los años cuarenta y cincuenta, en los talleres del Sindicato de la Aguja, bajo la dirección de Carmen Góngora. A ella se deben tanto los bordados del techo como las caídas del palio así como los del terno completo de salida y el manto, donado por el insigne almeriense Eduardo Viciana. Los faldones fueron realizados en el taller de la Hermandad en 2004.